# アメデエ・オザンファン
アメデエ・オザンファン（Amédée Ozenfant; 1886年4月15日 - 1966年5月4日）は、フランスの画家、特に、ピュリスムの画家。

## 生涯
絵画を学び、後にパリに出る。パリでは建築と絵画を学び、キュビスムの影響を受ける。1915年に「L'Elan」（飛翔、または、突撃）という雑誌を創刊し、1917年まで編集に携わる。この間、ピュリスムの理論が形成されていくことになる。
1917年に出会ったシャルル＝エデュアール・ジャンヌレとともに、1918年に『キュビスム以降』（Après le cubisme）を著し、ピュリスムを主張した。その後、やはりジャンヌレとともに雑誌「レスプリ・ヌーヴォー（エスプリ・ヌーヴォー。新しい精神）」（L'Esprit Nouveau, 1920年から1925年）を刊行し、また、1925年には、やはりジャンヌレと『近代絵画』（La Peinture moderne）も著している。
1930年ごろからは、教育者としての活動にも重点を置き、学校の設立も含めて、パリ、ロンドン、ニューヨークなどで、絵画教育に注力した。
ピュリスム作品は、一般に理論を重視しているため、オザンファンの作品においても個性がなくなっており、ジャンヌレの作品との区別がつきにくい。具体的には、静物を、水平垂直に沿って並べ、きわめて平面的に、しかしカラフルに描くような作品である。ただ、オザンファンは、ピュリスム作品ばかりを制作しているわけではなく、静物でも立体性を保持している作品や、自然の風景をやや抽象化して描いた作品なども存在する。
日本において、オザンファンをまとまった形で紹介した展覧会・文献は存在しない。

## 日本語訳
- 『新しき藝術』ジャヌレ 共著、吉川逸治訳、河出書房, 1946
- 『新しき芸術』ル・コルビュジエ 共著、吉川逸治 訳、(河出新書) 河出書房, 1956
- 『近代絵画』E.ジャンヌレ 共著、吉川逸治 訳、 (SD選書) 鹿島出版会, 1968、再版1977

## 外部サイト
- Amedee Ozenfant Online リンクをたどると、多くの図版を見ることができる。